# Blaue Bohnen für ein Halleluja
Blaue Bohnen für ein Halleluja (Originaltitel: Little Rita nel west) ist ein italienischer Musikwestern aus dem Jahr 1967. Die Hauptrollen in dem parodistischen Spaghetti-Schlager-Western mit Gesangs- und Tanzeinlagen spielten Schlagerstar Rita Pavone und Terence Hill. Der Film kam – erst im Zuge des Spencer/Hill-Booms – am 7. September 1973 in Deutschland in die Kinos.

## Handlung
Big Little Jane, die kesse Revolverheldin mit dem goldenen Colt, kommt einigen Banditen bei einem Überfall auf eine Postkutsche in die Quere. Den geraubten Goldschatz, den sie den Banditen mit Hilfe von Francis Fitzgerald Scott abnimmt, will Jane im Dorf ihres indianischen Freundes Sitzender Büffel entsorgen. Dazu soll das Gold in eine Höhle gebracht werden, die anschließend gesprengt werden soll.
Auf ihrer abenteuerlichen Reise durch den Wilden Westen muss sie das Gold gegen weitere Banditen verteidigen. Zuerst tötet sie den gefürchteten Ringo. Aber Django, der Mann mit dem Sarg, nimmt ihr das Gold wieder ab. Jane verfolgt ihn und kann ihn stellen. Sie kann ihm das Gold abknöpfen und findet in seinem Sarg auch ein Maschinengewehr. Es kommt zum Duell mit Django. Der verschießt erst alle seine Kugeln, bevor Jane ihm ihre kugelsichere Weste zeigt. Als sie fairerweise ihre Weste ausziehen will, versucht Django, sie hinterrücks zu erschießen, doch sie kommt ihm zuvor und tötet ihn.
Nach dieser Episode wird sie von der Bande des Schurken Pancho überfallen, wobei ihr der umwerfende Texas Joe zu Hilfe kommt und sie rettet. Jane verliebt sich auf der Stelle in ihn und gemeinsam bringen die beiden den Schatz dann in das Indianerdorf. Nachts träumt Jane von einer romantischen Hochzeit mit Joe. Aber sie wird aus ihren Träumen gerissen und erhält die Nachricht, dass Texas Joe versucht hat, den Goldschatz an sich zu nehmen und abzuhauen. Joe wird daraufhin zum Tode verurteilt. Die Strafe soll sogleich vollstreckt werden, und Texas Joe werden in einer dramatischen Tanzeinlage die verschiedenen zur Auswahl stehenden Hinrichtungsmethoden der Indianer vorgeführt. Doch dann bittet Little Jane erfolgreich um Gnade für ihn.
Joe hat aber noch Probleme mit dem Sheriff, der ihn verhaftet. Jane bittet auch ihn um Joes Freilassung, obwohl sie tief enttäuscht über Joes Verrat ist. Aber Joe ist zwischenzeitlich einsichtig geworden. Ihm ist klar geworden, dass nur die Liebe zählt. Zuletzt vernichten Little Jane und Texas Joe zusammen mit den Indianern das Gold, indem sie es mit einer Sprengung tief unter Gestein begraben. Jane verlässt Joe allerdings am Ende. Aber Joe folgt ihr in treuer Liebe und wird bei der Suche nach ihr nicht ruhen, bis er sie findet.

## Produktion
Die Dreharbeiten fanden u. a. in der Nähe der Tivoli-Terme und im nahegelegenen Naturpark der Simbruini-Berge statt. Die Felsen des Apennin-Gebirges zwischen Latium und Abruzzen erinnerten Hauptdarstellerin Pavone tatsächlich an die Kulissen in Sergio Leones berühmten Spaghetti-Western.
Laut der US-amerikanischen Filmzeitschrift Variety vom 7. Juni 1967 sollte eigentliche Franco Nero als Pavones Co-Star in diesem Film agieren.
Blaue Bohnen für ein Hallelujah war der erste Film, in dem Mario Girotti unter seinem Künstlernamen „Terence Hill“ auftrat. Es war Girottis erste Zusammenarbeit mit Rita Pavone – eine weitere sollte kurz darauf mit der Kriegskomödie Etappenschweine erfolgen – und die zweite mit Ferdinando Baldi nach Io non protesto, io amo. Girotti war enttäuscht darüber, mit der Rolle des Texas Joe abermals sein damals vorherrschendes Rollenklischee als attraktiver Sidekick zu erfüllen.
Teddy Reno, der hier den Sherrif spielt, war Pavones Manager und Entdecker. Im März 1968 heiratete das Paar zur Überraschung der italienischen Öffentlichkeit, da sie ihre Beziehung unter anderem wegen des großen Altersunterschiedes zuvor geheim hielten.
Der Film parodiert genretypische Aspekte der zum damaligen Zeitpunkt weltweit populären Italowestern. Daran erinnern auch Rollennamen wie Django (in Anspielung auf den im Jahr zuvor erschienenen Film Django) und Ringo (in verm. Anspielung auf die Ringo-Filme: Eine Pistole für Ringo, Ringo kommt zurück).
Die Uraufführung des Films fand am 8. September 1967 in Mailand statt.
Der Film konnte das italienische Kinopublikum nicht überzeugen und blieb weit hinter den Erwartungen seiner Produzenten zurück. Er spielte lediglich 211.218.000 Lira ein, was zum damaligen Wechselkurs etwa 1,35 Millionen DM entsprach.

### Filmmusik
Noch im Jahr der italienischen Kinopremiere erschienen die im Film vorwiegend von Rita Pavone gesungenen, nachfolgend aufgelisteten Lieder auf Langspielplatte:
1. Little Rita – gesungen von Rita Pavone
2. Piruliruli’ – gesungen von Rita Pavone und Lucio Dalla
3. Ma che te ne fai – gesungen von Rita Pavone
4. Rita sei tutti noi – gesungen von Rita Pavone und Teddy Reno
5. Per un colpo di pistola – gesungen von Rita Pavone
6. Tu sei come – gesungen von Rita Pavone
7. Balletto indiano – gesungen von Rita Pavone
8. Uno sceriffo che si rispetti – gesungen von Teddy Reno

Darüber hinaus erschien im Dezember 2007 der von Robby Poitevin orchestrierte bzw. dirigierte instrumentale Soundtrack auf CD. Poitevin war im Film auch in einer kleinen, in den Credits nicht aufgeführten Rolle als Klavierspieler zu sehen.
Pavone zeigte sich insbesondere vom Stimmumfang ihres Gesangspartners Lucio Dalla begeistert. Das Duett Piruliruli’ zwischen den beiden wurde anhand zweier Mikrofone live und ohne Nachbearbeitung aufgezeichnet.

### Synchronisation
Die deutsche Synchronbearbeitung entstand 1973 in den Ateliers der FFS Film- & Fernsehsynchron in München unter der Regie und nach einem Dialogbuch von Hartmut Neugebauer. In Anlehnung an die Spencer/Hill-Filme sind auch hier Ansätze des für derartige Filme damals üblichen Sprachstils Schnodderdeutsch erkennbar.
| Rolle                          | Darsteller      | Synchronsprecher   |
| ------------------------------ | --------------- | ------------------ |
| Little Rita/Big little Jane    | Rita Pavone     | Angelika Bender    |
| Black Star/Texas Joe           | Terence Hill    | Hartmut Reck       |
| Francis Fitzgerald Scott       | Lucio Dalla     | Walter Reichelt    |
| Sheriff                        | Teddy Reno      | Tommi Piper        |
| Ringo                          | Kirk Morris     | Manfred Schott     |
| Häuptling Sitzender Büffel     | Gordon Mitchell | Wolfgang Hess      |
| Pancho                         | Fernando Sancho | Hartmut Neugebauer |
| mexikanischer Trompetenspieler | Nini Rosso      | N. N.              |
| Gerichtsvorsitzender           | Gino Pernice    | Till Kiwe          |
| Zorro                          | Romano Puppo    | Ulf J. Söhmisch    |

Es ist offensichtlich, dass der deutsche Kinoverleih versuchte, die Beteiligung von Terence Hill an diesem Film zu Marketingzwecken auszunutzen. So verschleierten sowohl der plakative Titel, als auch das Kinoplakat und diverse Aushangfotos die prominente Beteiligung von Rita Pavone und ließen eher vermuten, es handele sich um einen action-orientierten Western mit Hill in der Hauptrolle. Offenbar traute man der auch in Deutschland als Schlagersängerin bekannten Pavone nicht zu, im gleichen Maße wie Hill Interesse beim Publikum erzeugen zu können.
Der Film startete in einer stark geschnittenen, 86-minütigen Fassung am 7. September 1973 in den westdeutschen Kinos.
Die Veröffentlichungen auf Video enthielten weitestgehend die um mehrere Gesangseinlagen gekürzte und teils umgeschnittene deutsche Kinofassung, in der die von Terence Hill gespielte Figur Texas Joe stärker hervorgehoben wurde. So enthielt diese Version auch eine im Original nicht vorkommende kurze Intro-Sequenz, in der Joe Telano alias Texas Joe im Sinne eines Steckbriefes als gesuchter Krimineller eingeführt wird. Spätere Veröffentlichungen auf DVD und Blu-ray sowie TV-Ausstrahlungen griffen auf die ungekürzte Fassung zurück, in der die Figur des Texas Joe erst nach ca. 50 Minuten auftaucht.

## Rezeption
Das Lexikon des internationalen Films äußerte sich wenig begeistert: „Trotz ironischer Elemente und Musical-Einlagen ein lahmer Spaß um den damaligen Schlagerstar Rita Pavone.“
Auch die Zeitschrift Cinema kann dem Film kaum etwas abgewinnen: So habe das „alberne Vehikel für Schlagerstar Rita Pavone […] außer Klamauk und zweifelhaften Gesangseinlagen gar nichts zu bieten“. Die Westernparodie sei „einfach lahm“.
Dass sich der Film über Geschlechterklischees lustig macht und ein bis dato eher durch männliche Rollenbilder dominiertes Filmgenre parodiert, fand hingegen in der philosophischen Wissenschaft Anklang. So stellte Stephanie Aneel Hotz, Ph.D. in ihrer Dissertation zum Thema des italienischen Filmgenres Musicarello fest, dass Blaue Bohnen für ein Halleluja Gewalt und Requisiten (Waffen u. ä.), die in westlichen Filmen mit Männlichkeit in Verbindung gebracht werden, lächerlich mache. Zudem stelle er das in damaligen Filmen vorherrschende Bild der sich insbesondere dem romantischen Verlangen hingebenden Frau infrage. Rita Pavone repräsentiere junge Zuschauerinnen der 1960er Jahre, die nach Unabhängigkeit und Selbstverwirklichung strebten. Der Film fordere neue Konventionen weiblicher Narrative durch Hybridität, Parodie und eine Umkehr der Geschlechterrollen.